# غلامحسین بنان
غلامحسین بنان (۱۰ اردیبهشت ۱۲۹۰ – ۸ اسفند ۱۳۶۴) خوانندهٔ موسیقی دستگاهی ایرانی بود. او از سال ۱۳۰۶ تا سال ۱۳۴۷ در زمینهٔ موسیقی فعالیت داشت. او عضو شورای موسیقی رادیو، استاد آواز هنرستان موسیقی تهران و بنیان‌گذار انجمن موسیقی ایران بود. بنان نخستین خوانندهٔ ایرانی آشنا با خط بین‌المللی موسیقی (نُت) بود. جنس صدای وی از نوع باریتون بود. ترانه‌هایی از جمله بهار دلنشین، الهه ناز و سرود ای ایران از آثار شناخته‌شده با صدای بنان هستند. بنان نتیجه محمدشاه قاجار است.

## آغاز زندگی
غلامحسین بنان در خانواده‌ای اهل هنر در محلهٔ قلهک تهران، در تاریخ ۱۰ اردیبهشت ۱۲۹۰ زاده شد.
پدرش کریم‌خان بنان‌الدوله نوری و مادرش شرف‌السلطنه دختر شاه‌زاده محمدتقی میرزا رکن‌الدوله برادر ناصرالدین شاه بود. او در یازده‌سالگی آواز را نزد مرتضی نی‌داود آموخت. ضیاءالذاکرین و سیف دیگر مربیان آواز وی بودند.

## فعّالیت حرفه‌ای

### خوانندگی
به‌گفته خود او، فعالیتش را در سال ۱۳۰۶ آغاز کرد و فقط در جلسات خصوصی و در حضور دوستان و آشنایان آواز می‌خواند. بنان از سال ۱۳۱۵ تا ۱۳۲۱ در خیابان ۳۰ متری اهواز ساکن بود و در آن سال‌ها کارمند ادارهٔ ایران‌بارِ اهواز بود.
او از اواخر شهریور ۱۳۲۱ وارد رادیو شد و با همکاری هنرمندانی چون روح‌الله خالقی صدایش به گوش مردم رسید.
از سال ۱۳۲۱ و با همکاری شماری از هنرمندان دیگر از رادیو تهران صدای غلامحسین بنان از رادیو شنیده شد. او وارد ارکستر انجمن موسیقی شد و با ارکستر شمارهٔ یک نیز همکاری کرد. بنان از بدو شروع برنامهٔ «گلهای رنگارنگ» بنا به دعوت داود پیرنیا با آن همکاری داشت. وی در طول فعّالیت هنری خود، حدود ۳۵۰ آهنگ اجرا کرد. ویژگی صدای وی زیر و بم‌ها و تحریرهای صدای اوست. برخی بنان را بزرگ‌ترین اجراکنندهٔ سبک وزیری-خالقی می‌دانند. او همچنین در کنار ادیب خوانساری از اجراکنندگان آثار صبا و مرتضی محجوبی بود. همچنین به مرکب‌خوانی و تلفیق شعر و موسیقی مسلط بود. 

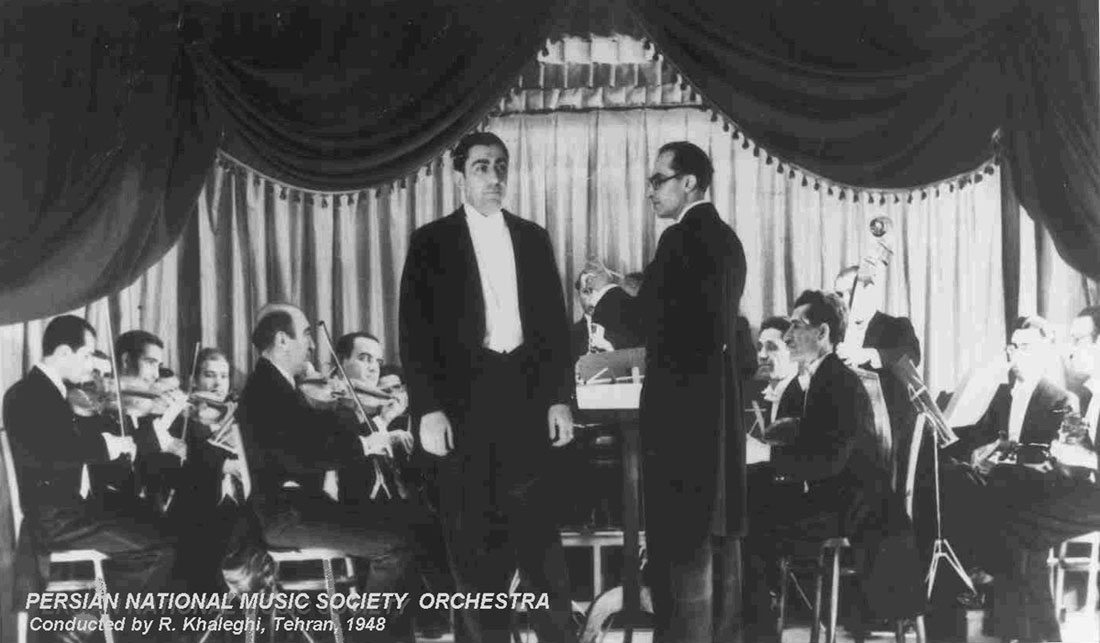
ارکستر رادیو، رهبر:روح‌الله خالقی، خواننده:بنان، با شرکت پرویز یاحقی، علی تجویدی، مرتضی محجوبی

در سال ۱۳۳۲ به پیشنهاد روح‌الله خالقی به ادارهٔ کل هنرهای زیبای کشور منتقل شد و در سمت استاد آواز هنرستان موسیقی ملی به کار مشغول و در سال ۱۳۳۴ رئیس شورای موسیقی رادیو شد. غلامحسین بنان از ابتدا در برنامه‌های گلهای جاویدان و گلهای رنگارنگ و برگ سبز شرکت داشته و برنامه‌های متعدد و گوناگون دیگری از این خواننده به جا مانده است. 
در این برنامه‌ها، نوازندگان موسیقی سنتی چون روح‌الله خالقی، ابوالحسن صبا، مرتضی محجوبی، احمد عبادی، حسین تهرانی، علی تجویدی، و… با او همکاری داشته‌اند. 
از ترانه‌های بنان می‌توان به: آهنگ آذربایجان در دستگاه شور، آمدی جانم به قربانت ولی حالا چرا در مایهٔ بوسلیک، الهه ناز در مایهٔ دشتی، بهار دل‌نشین در آواز اصفهان، بوی جوی مولیان در آواز اصفهان، تصنیف توشهٔ عمر در دستگاه همایون، یار رمیده، می‌ناب، خاموش، مرا عاشقی شیدا در دستگاه سه‌گاه، من از روز ازل در دستگاه سه‌گاه، نوای نی در آواز دشتی و سرود ای ایران در مایهٔ دشتی اشاره کرد.
به تصریح همسرش، بنان بهترین اثر خود را حالا چرا و کاروان می‌دانست و می‌گفت: «کاروان را برای بعد از مرگم خوانده‌ام». اواخر عمر هم دلبستگی عجیبی به ترانهٔ رؤیای هستی پیدا کرده بود تا آنجا که با این آهنگ می‌گریست.
آواز ماهور با غزل سعدی به مطلع «همه عمر برندارم سر از این خمار مستی/ که هنوز من نبودم که تو در دلم نشستی» و آواز دیلمان با شعر سعدی به مطلع «چنان در قید مهرت پایبندم/ که گویی آهوی سر در کمندم» و همچنین آواز اصفهان بر روی غزل «آمد اما در نگاهش آن نوازش‌ها نبود» از کارهای شاخص بنان هستند. دیلمان در گل‌های رنگارنگ ۲۱۷ب (کاروان) اجرا شده است.

### بازیگری
بنان مدتی نیز فن بازیگری تعلیم دید و در سال ۱۳۲۷ همراه چهره‌های معروف آن روزگار در فیلمی به نام طوفان زندگی ساخته علی دریابیگی و اسماعیل کوشان بازی کرد که داستان آن در انجمن موسیقی ملی اتفاق می‌افتد. در این فیلم بنان دو ترانه از ترانه‌های معروفش را به‌طور زنده اجرا می‌کند.

### سانحهٔ تصادف
بنان در ۲۷ دی ۱۳۳۶ بعد از پایان مهمانی و بازگشت به خانه به‌همراه دو نفر از دوستانش ناگهان در حوالی کاروانسرای سنگی یک تانکر نفتکش که فاقد چراغ ایمنی عقب و پوشیده از گل‌ولای بود و تاریکی شب هم مزید بر علت دیده نشدن کامیون بود جلوی آن‌ها سبز می‌شود، و تصادف شدیدی بین خودروی بنان و آن تانکر نفتکش رخ می‌دهد. بعد از برخورد شدید، بنان از ناحیه صورت و چشم‌ها دچار آسیب دیدگی می‌شود. البته بیژن — پسر او — هم دچار صدماتی شده بود که بهبود می‌یابد.
با انتشار خبر سانحهٔ تصادف در روزنامه‌ها و مجلات و مراجعهٔ مردم به بیمارستان و به علت انبوه جمعیت، نظم عمومی بیمارستان برهم زده می‌شود و برای اینکار دفتری در سالن انتظار بیمارستان قرار می‌دهند تا مردمی که موفق به عیادت از بنان نشده بودند در آن دفتر ابراز همدردی کرده و نوشته‌ای برای او به جای بگذارند. بنان، برای معالجه به خارج از کشور مسافرت کرد و بعد از برگشت از این سفر تصمیم گرفت در مواضع هنری خود بازنگری کند. او می‌گفت: «من از این پس کوشش می‌کنم آثاری اجرا کنم که واجد وزنی شاد و شعری امیدوارکننده است. من جداً از ادامهٔ شیوهٔ قدیم که شباهت به مرثیه‌خوانی دارد خسته شده‌ام، البته در این زمینه سازندگان آهنگ باید با من یاری و همکاری کنند».

## درگذشت
غلامحسین بنان در غروب پنجشنبه ۸ اسفند ۱۳۶۴ خورشیدی، در بیمارستان ایرانمهر تهران درگذشت و برخلاف وصیتش که مایل بود در گورستان ظهیرالدوله به خاک سپرده شود، در دهم اسفند، در امام‌زاده طاهر کرج به خاک سپرده شد. او مدت‌ها از بیماری دستگاه گوارش و افسردگی رنج می‌برد.
در پی این رویداد، مرکز سرود و آهنگ‌های انقلابی وزارت ارشاد، هنرستان سرود و آهنگ‌های انقلابی، دانشکده هنرهای زیبای دانشگاه تهران، محمدرضا شجریان، کاوه دیلمی، هنگامه اخوان، شهرام ناظری، ابوالحسن ورزی، کامکار، تورج نگهبان، جمشید مشایخی، عماد رام و بسیاری دیگر از هنرمندان و دوستان و یاران وی پیام‌های تسلیتی به‌طور جداگانه صادر کردند. از سال ۱۳۶۴ یعنی زمان فوت وی تا سال ۱۳۸۹ سنگ قبر بنان تعویض نگردید، سال ۱۳۸۹ به دلیل پاره‌ای از بازسازی و مرمت در امام‌زاده طاهر کرج و هم‌سطح‌سازی قبور و تعویض همهٔ سنگ قبرهای نزدیک صحن، سنگ قبر بنان نیز تعویض گردید و به شکل کنونی درآمد.

## آلبوم‌ها

### آلبوم‌های مشترک
- آثار استاد روح‌الله خالقی، انتشار در ۱۳۸۳، در این مجموعه عبدالوهاب شهیدی و غلامحسین بنان اجرای آواز را برعهده داشتند.

### مجموعهٔ شاخه گل
مجموعهٔ شاخه گل را ایران صدا منتشر کرده است.
- شاخه گل ۱ (الهه ناز، می ناب): دربرگیرندهٔ تصنیف الهه ناز، آهنگسازان: روح‌الله خالقی و اکبر محسنی، اشعار از کریم فکور و حافظ شیرازی
- شاخه گل ۲: آهنگسازان: روح‌الله خالقی و مرتضی محجوبی، تنظیم جواد معروفی، اشعار از شهریار و رهی معیری
- شاخه گل ۳
- شاخه گل ۴
- شاخه گل ۵ (خلوتگه راز): اجرا در دستگاه‌های همایون و شور، آهنگساز: مرتضی محجوبی، اشعار از عطار، پروین ریاضی، حافظ، مشتاق اصفهانی، نظام وفا، فروغی بسطامی و عراقی، نوازندگان: رضا ورزنده:سنتور، پرویز یاحقی:ویولن، مرتضی محجوبی:پیانو و فرهنگ شریف:تار
- شاخه گل ۶ (جلوه دلدار): آهنگساز: مرتضی محجوبی، اشعار از عطار، صائب تبریزی، نظام وفا، عراقی، حافظ، یغما جندقی و منصوره اتابکی (زهره)، نوازندگان: احمد عبادی:سه تار، علی تجویدی:ویولن، مرتضی محجوبی:پیانو، روح‌الله خالقی:ویولن و حسن کسایی:نی
- شاخه گل ۷: آهنگسازان: عارف قزوینی و مرتضی محجوبی، تنظیم: جواد معروفی، اشعار از عارف قزوینی، عطار، فقیه کرمانی، رهی معیری، مهدی حمیدی شیرازی، ابوالحسن ورزی و شیخ نجم الدین کبری، نوازندگان: مرتضی محجوبی:پیانو و لطف‌الله مجد:تار
- شاخه گل ۸: آهنگساز: مرتضی محجوبی، تنظیم: جواد معروفی، اشعار از مولانا، احمد ناظرزاده کرمانی، رهی معیری، عطار، شمس تبریزی و عراقی، اجرا در دستگاه دشتی و آواز سه گاه، نوازندگان:جواد معروفی:پیانو، حسنعلی وزیری‌تبار:قره نی، حسینعلی ملاح:ویولن، علی تجویدی:ویولن، فرهنگ شریف:تار و مرتضی محجوبی:پیانو
- شاخه گل ۹ (نغمه همایون، تنها تویی): آهنگساز: جواد معروفی، اجرا در دستگاه‌های همایون و دشتی، اشعار از رهی معیری، عراقی، حکیم سنایی، فخرالدین عراقی، ابوالحسن ورزی و منصوره اتابکی (زهره)، نوازندگان: احمد عبادی:سه تار، حسن کسایی:نی، مهدی خالدی:ویولن، رضا ورزنده:سنتور و حسین همدانیان:تنبک
- شاخه گل ۱۰ (ای ایران): دربرگیرندهٔ تصنیف‌های معروف ای ایران و تا بهار دلنشین، آهنگسازان: روح‌الله خالقی، مرتضی محجوبی، نصرالله زرین پنجه، موسی معروفی و اکبر محسنی، اشعار از بیژن ترقی، رهی معیری، کریم فکور، ابوالقاسم حالت، نواب صفا و حسین گل گلاب
- شاخه گل ۱۱ (آذربایجان (۱)، ای دل بیا): آهنگساز: روح‌الله خالقی، اشعار از رهی معیری، عراقی، فروغی بسطامی، عطار، فغانی شیرازی، ازینور اصفهانی و الهی قمی، نوازندگان: حبیب‌الله بدیعی و احمد عبادی:ویولن
- شاخه گل ۱۲ (آمد اما در نگاهش، عشق و مستی): آهنگسازی و تنظیم: روح‌الله خالقی، اشعار از نظام وفا، بیژن ترقی، ابوالحسن ورزی، عطار، حافظ و عراقی، نوازندگان: حبیب‌الله بدیعی:ویولن، جلیل شهناز:تار، امیرناصر افتتاح:تنبک و تک نوازی جواد معروفی
- شاخه گل ۱۳
- شاخه گل ۱۴: آهنگسازان: مهدی خالدی، مرتضی محجوبی، روح‌الله خالقی و حسین یاحقی، تنظیم‌کننده: روح‌الله خالقی، اشعار از منصوره اتابکی (زهره)، رهی معیری، عارف قزوینی و نواب صف، نوازندگان: مرتضی محجوبی:پیانو، مهدی خالدی:ویولن، علی تجویدی:ویولن و حسین یاحقی:ویولن، دکلمه: روشنک
- شاخه گل ۱۵ (آذربایجان (۲)، مرا عاشقی شیدا): آهنگسازان: روح‌الله خالقی، علی تجویدی و پرویز یاحقی، اشعار از حافظ، رهی معیری، عارف قزوینی، رعدی آذرخشی و منیره طه، نوازندگان: روح‌الله خالقی:ویولن، مرتضی محجوبی:پیانو و پرویز یاحقی:ویولن، دکلمه: روشنک
- شاخه گل ۱۶ (برگ سبز ۲۶ و ۱۰۷): اشعار از عطار، اوحدی مراغه‌ای، سعدی، عراقی، فغانی شیرازی، واله‌ای قمی و سیمین بهبهانی، نوازندگان:حبیب‌الله بدیعی:ویولن، حسن کسایی:نی، جلیل شهناز:تار و احمد عبادی:سه تار، دکلمه: روشنک
- شاخه گل ۱۷ (مرغ شباهنگ): آهنگساز: موسی معروفی، تنظیم‌کننده:روح‌الله خالقی، اشعار از رهی معیری

### مجموعه ترانه‌های بنان
مجموعه ترانه‌های بنان را انتشارات ماهور منتشر کرده است.
- چه شورها: آهنگساز: روح‌الله خالقی، اشعار از شهریار، رهی معیری، عارف قزوینی، غلامعلی رعدی آذرخشی، علی موید ثابتی و کریم فکور، اجرای ارکستر گل‌ها و ارکستر شماره یک رادیو
- نامه‌های گمشده: آهنگسازان: علینقی وزیری، محمود تاج بخش، مهدی مفتاح، مهدی خالدی، محمود ذوالفنون و عبدالله جهان پناه، اشعار از حسین گل گلاب، حافظ، سعدی، علی صارمی، عبدالله الفت، محمود ثنایی (شهر آشوب)، وحشی بافقی و مولانا، نوازندگان:جواد معروفی:پیانو، ابراهیم سرخوش:تار، محمود تاج بخش:ویولن و عبدالله جهان پناه:ویولن
- گل‌ریزان: آهنگساز:روح‌الله خالقی، اشعار از بیژن ترقی، رهی معیری، عارف قزوینی، نزاری قهستانی، حافظ و حسین گل گلاب، نوازندگان: ارکستر گل‌ها و ارکستر شماره یک رادیو
- قصه شب: آهنگسازان: حسینعلی وزیری‌تبار، عبدالله جهان پناه، محمود ذوالفنون و مسعود میثاقیان، تنظیم روح‌الله خالقی، اشعار از رضا ثابتی، حافظ، حمیدی، سعدی، بیژن ترقی و فروغی بسطامی، نوازندگان: ابراهیم سرخوش:تار، جواد معروفی:پیانو، سیروس حدادی:فلوت و محمود تاج بخش:ویولن
- باد نوبهاری: آهنگسازان: جواد معروفی، مهدی مفتاح، علینقی وزیری، منوچهر لشکری و عبدالحسین شهنازی، تنظیم روح‌الله خالقی، اشعار از رهی معیری، یزدان بخش قهرمان، حافظ، حسین گل گلاب، ابوالقاسم حالت و فروغی بسطامی، نوازندگان: جواد معروفی:پیانو، مهدی مفتاح:ویولن و منوچهر لشکری:ویولن
- گلشن دل: آهنگساز: نصرالله زرین پنجه، اشعار از ابوالقاسم حالت، هدایت الله نیرسینا، ابوسعید ابوالخیر، نظام فاطمی، حافظ، پرویز خطیبی، سعدی و تورج نگهبان، نوازندگان: نصرالله زرین پنجه:تار، جواد معروفی:پیانو، محمود تاج بخش:ویولن، ابراهیم سرخوش:تار، سیروس حدادی:فلوت و علی تجویدی:ویولن
- افسون سخن: آهنگساز: نصرالله زرین پنجه، اشعار از ایرج تیمورتاش، سعدی، عبدالله الفت، نظام فاطمی، طبیب اصفهانی، پرویز خطیبی و اسماعیل نواب صفا، نوازندگان: محمود تاج بخش:ویولن، عباس زندی:سنتور، علی تجویدی:ویولن، جواد معروفی:پیانو و نصرالله زرین پنجه:تار
- گریه شمع: آهنگساز: نصرالله زرین پنجه، اشعار از سعدی، اعلامی، محمود ثنایی (شهر آشوب)، نظامی فاطمی، عبدالله الفت و همای شیرازی، نوازندگان: محمود تاج بخش:ویولن، منصور صارمی:سنتور، ابراهیم سرخوش:تار، لطف‌الله مجد:تار و نصرالله زرین پنجه:تار
- جویبار: آهنگسازان: نصرالله زرین پنجه و علینقی وزیری، اشعار از اعلامی، فروغی بسطامی، ابوالحسن ورزی، کریم فکور، علی اشتری، حسین شاه‌زیدی و سعدی، نوازندگان: علی تجویدی:ویولن، جواد معروفی:پیانو، ابراهیم سرخوش:تار، یوسف کاموسی:بربط (عود) و محمود تاج بخش:ویولن
- پرتوی عشق: آهنگساز: نصرالله زرین پنجه، اشعار از یزدانبخش قهرمان، سعدی، حسین شاه‌زیدی، حافظ، اسماعیل نواب صفا، حافظ، هدایت الله نیرسینا، عبدالله الفت و فروغی بسطامی، نوازندگان: نصرالله زرین پنجه:تار، ابراهیم سرخوش، محمود تاج بخش:ویولن و علی تجویدی:ویولن
- رقص مستانه: آهنگساز: نصرالله زرین پنجه، اشعار از حسین شاه‌زیدی، فروغی بسطامی، ابوالقاسم حالت، بیژن ترقی، رهی معیری، عبدالله الفت و حافظ، نوازندگان: ابراهیم سرخوش:تار و محمود تاج بخش:ویولن

### مجموعه آشنایی با شیوه آواز بنان
- همچنین امروزه چند آلبوم تحت عنوان آشنایی با شیوه آواز استاد غلامحسین بنان را چهارباغ منتشر کرده است. بخشی از آوازهای این مجموعه مربوط به اجراهای خصوصی بنان هستند.

## کارنامهٔ هنری

### گل‌های جاویدان
- گل‌های جاویدان بدون شماره در «شور»
- گل‌های جاویدان بدون شماره در «سه گاه»
- گل‌های جاویدان بدون شماره در «همایون» با سنتور رضا ورزنده
- گل‌های جاویدان شماره ۹۲ در «بیات ترک و ابوعطا
- گل‌های جاویدان شماره ۹۳ در «شور» با ویولون مهدی خالدی
- گل‌های جاویدان شماره ۹۸ در «ابوعطا» با تار لطف‌اله مجد
- گل‌های جاویدان شماره ۱۱۸ در «ماهور» با ویولون علی تجویدی و سنتور رضا ورزنده
- گل‌های جاویدان ۱۱۸ مکرر در «ابوعطا» با ویولون مهدی خالدی
- گل‌های جاویدان ۱۲۴ در «بیات ترک»
- گل‌های جاویدان شماره ۱۲۸ در «شوشتری»
- گل‌های جاویدان شماره ۱۲۹، گل‌های جاویدان ۱۳۰
- گل‌های جاویدان ۱۳۱ در «سه‌گاه»، گلهای جاویدان شماره ۱۳۲ در «دشتی»
- گل‌های جاویدان شماره ۱۳۶
- گل‌های جاویدان شماره ۱۳۷ در «چهارگاه» با پیانو مرتضی محجوبی و علی تجویدی
- گل‌های جاویدان شماره ۱۳۸
- گل‌های جاویدان شماره ۱۳۹ در «سه‌گاه» با جلیل شهناز
- گل‌های جاویدان شماره ۱۴۳ در «شور»
- گل‌های جاویدان شماره ۱۴۵ در «شور» با سنتور رضا ورزنده

### گل‌های رنگارنگ
- گل‌های رنگارنگ شماره ۱۰۳ در «دشتی»
- گل‌های رنگارنگ شماره ۱۰۹ در «سه گاه»
- گل‌های رنگارنگ شماره ۱۲۶ در «دشتی»
- گل‌های رنگارنگ شماره ۱۳۴ در «افشاری»
- گل‌های رنگارنگ شماره ۱۳۶ در «سه‌گاه»
- گل‌های رنگارنگ شماره ۱۴۰ الف در «افشاری»
- گل‌های رنگارنگ شماره ۱۴۰ ب در «افشاری»
- گل‌های رنگارنگ شماره ب مکرر
- گل‌های رنگارنگ شماره ۱۴۹ در «دشتی»
- گل‌های رنگارنگ شماره ۱۷۱ در «شور»
- گل‌های رنگارنگ شماره ۱۷۲ در «شور»
- گل‌های رنگارنگ شماره ۱۷۴ در «سه‌گاه»
- گل‌های رنگارنگ شماره ۱۷۶ در «دشتی»
- گل‌های رنگارنگ شماره ۱۹۰ در «سه گاه»
- گل‌های رنگارنگ شماره ۲۰۱ در «ابوعطا»
- گل‌های رنگارنگ شماره ۲۰۵ در «افشاری»
- گل‌های رنگارنگ شماره ۲۱۰ در «بوسلیک»
- گل‌های رنگارنگ ۲۱۰ ب مکرر در «بوسلیک»
- گل‌های رنگارنگ ۲۱۱ در «سه گاه»
- گل‌های رنگارنگ ۲۱۶ ب
- گل‌های رنگارنگ شمارهٔ ۲۱۷ در «دشتی»
- گل‌های رنگارنگ شماره ۲۲۸ در «افشاری»
- گل‌های رنگارنگ شماره ۳۳۰در «دشتی»
- گل‌های رنگارنگ شماره ۲۳۲ در «دشتی»
- گل‌های رنگارنگ شماره ۲۳۴ در «دشتی و ماهور»
- گل‌های رنگارنگ شماره ۲۳۷ در «ماهور»
- گل‌های رنگارنگ شماره ۲۴۲ در «شور»
- گل‌های رنگارنگ شماره ۲۴۵ در «همایون»
- گل‌های رنگارنگ شماره ۲۴۹ در «شور»
- گل‌های رنگارنگ شماره ۲۵۰ در «دشتی»
- گل‌های رنگارنگ بختیاری (محلی)، شماره ۲۵۱
- گل‌های رنگارنگ شماره ۲۵۲ در «همایون»
- گل‌های رنگارنگ شماره ۲۵۴ در «اصفهان»
- گل‌های رنگارنگ شماره ۲۵۶ در «شور»
- گل‌های رنگارنگ شماره ۲۵۷ در «ماهور»
- گل‌های رنگارنگ شماره ۲۶۵ در «اصفهان»

### برگ سبز
- برگ سبز شماره ۲۷ در «سه گاه»
- برگ سبز شماره ۳۱در «افشاری»
- برگ سبز شماره ۴۶ در «سه گاه»
- برگ سبز شماره ۶۳ در «اصفهان»
- برگ سبز شماره ۸۳ در «سه گاه»
- برگ سبز شماره ۱۰۷ در «اصفهان»
- برگ سبز شماره ۱۴۵ در «همایون»

و برنامه‌های متعدد و گوناگون دیگری که از وی به یادگار مانده‌اند.
آثار به‌جامانده از این هنرمند را حدود ۳۵۰ اثر تخمین زده‌اند. که بسیاری از آن‌ها هنوز در دسترس عموم قرار ندارند.

## زندگی شخصی

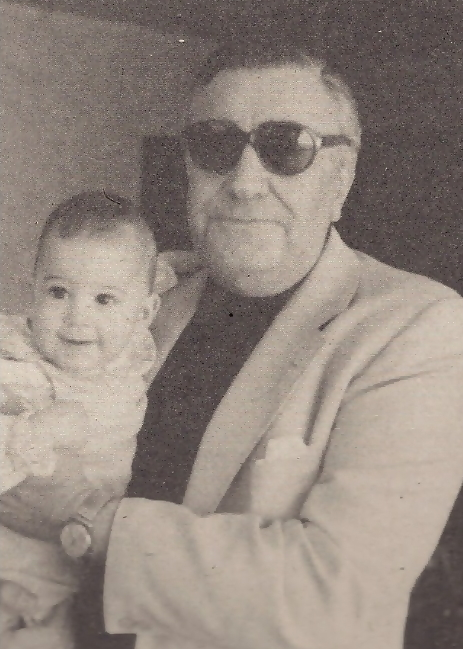
بنان و نوه‌اش

غلامحسین بنان با مریم وزیری (خواهر کلنل علینقی وزیری و خدیجه افضل وزیری) ازدواج کرد که حاصل این ازدواج یک دختر به نام گیتی و یک پسر به نام بیژن است. بنان بعد از همسر اول خود، در ۹ بهمن ۱۳۴۴ با پری‌دخت آور ازدواج کرد.
سودابه تاجبخش خواننده اپرا خواهرزاده او بود.

### تخریب خانه
به گزارش خبرگزاری میراث فرهنگی در ۲ آبان ۱۳۹۲، خانهٔ بنان تخریب شد. این خانهٔ تاریخی در نیاوران، بلندی‌های جمال‌آباد، نبش کوچه مینا، پلاک ۱۲ قرار داشت. محمد بهشتی، مشاور ارشد سازمان میراث فرهنگی، تخریب این خانه را به مثابهٔ از دست دادن صاحبان تهران می‌داند. بنان از سال ۱۳۵۴ در این خانهٔ دوطبقه زندگی می‌کرد که ایوانی رو به بلندی‌های دماوند داشت.

## کتاب‌ها و یادبودها
برنامه‌های موسیقایی تنظیم‌شده به یاد بنان.
- «در سوگ بنان»، با صدای محمدرضا شجریان، برگرفته از مراسم چهلمین روز درگذشت بنان.
- «یاد یار مهربان»، با صدای کاوه دیلمی با اشعاری از فریدون مشیری و آهنگسازی فرهاد فخرالدینی.
- کتاب «از نور تا نوا، غلامحسین بنان استاد آواز ایران» به کوشش داریوش صبور و همت همسر بنان (پری‌دخت بنان).

شامل عکس‌ها، زندگینامه، خاطرات و یادبودهای بنان.

## یادداشت
1. ↑  زادروز غلامحسین بنان در برخی منابع ۱۵ اردیبهشت ذکر شده است اما پری‌دخت آور، همسر بنان تاریخ دقیق تولد او را به نقل از حسینعلی ملاح ۱۰ اردیبهشت ذکر کرده[۱] که در برخی منابع دیگر نیز درج شده است.[۲]